# Achamatti, Parasgad
Achamatti là một làng thuộc tehsil Parasgad, huyện Belgaum, bang Karnataka, Ấn Độ.